# Blood (Roman)
Blood ist ein Jugendroman des australischen Schriftstellers Tony Birch, der 2011 von der University of Queensland Press veröffentlicht wurde.
Blood erzählt die Geschichte der beiden Geschwister Jesse und Rachel, die auf ihrer Reise durch Australien mit einigen Schwierigkeiten zu kämpfen haben.
Der Ich-Erzähler des Romans ist der dreizehnjährige Jesse, der mit seiner achtjährigen Schwester Rachel und seiner Mutter Gwen aufwächst.
Die Familie hat keinen festen Wohnsitz, demnach gehen Jesse und Rachel auch nicht regelmäßig zur Schule. Gwen steht in einem schwierigen Verhältnis zu ihren Kindern, sie ist nicht bereit Verantwortung zu übernehmen, versucht die Familie mit Gelegenheitsjobs über Wasser zu halten, konsumiert zu viel Alkohol und Marihuana und ist nicht selten lieblos im Umgang mit Jesse und Rachel.
Des Weiteren führt sie schnelllebige Liebesbeziehungen mit gewalttätigen und komplizierten Männern.

## Inhalt

### Prolog
Jesse befindet sich auf einer Polizeiwache. Er wird von Polizisten mit einer Waffe, die sie in seinem Rucksack gefunden haben, konfrontiert und gebeten zu erzählen, was passiert sei.

### Kapitel 1
Gwen fängt eine Beziehung mit Jon Dempsey, einem ehemaligen Gefängnisinsassen, an. Obwohl er auf Jesse und Rachel zunächst einen gefährlichen Eindruck macht, baut sich innerhalb kurzer Zeit ein gutes Verhältnis zwischen ihnen auf.
Nachdem Gwen Jon verlassen hat, bricht ein Streit zwischen ihr und den Kindern aus. Gwen erzählt Rachel, dass Jesse nur ihr Halbbruder sei. Um Rachel etwas von ihrer Verzweiflung zu nehmen, schließt Jesse daraufhin einen Blutsbrüderschaftspakt mit ihr und verspricht ihr, dass sie niemals voneinander getrennt würden.

### Kapitel 2
Nachdem Gwen sich erneut in Schwierigkeiten gebracht hat, verlässt die Familie ihren gegenwärtigen Wohnsitz. Gwen liefert Jesse und Rachel bei deren Großvater ab. Jesse erfährt, dass Gwen keine leichte Kindheit hatte. Nachdem ihre Mutter gestorben war, kümmerte sich der Großvater nicht um Gwen, sondern griff stattdessen zur Flasche. Mittlerweile ist er bei den Anonymen Alkoholikern und hat sein Leben wieder im Griff.
Gemeinsam verbringen die drei ein paar Wochen, in denen der Großvater Jesse und Rachel zum ersten Mal einen geregelten Alltag bietet. Jesse und Rachel lernen die Nachbarsjungen Donny und Kade kennen, die ebenfalls aus ärmlichen Verhältnissen stammen. Zusammen mit ihrem Großvater feiern sie ein schönes Weihnachtsfest und machen Pläne, dass Jesse und Rachel eigene Zimmer bekommen und zur Schule gehen werden. Doch Gwen taucht auf und nimmt die Kinder gegen deren Willen wieder an sich.

### Kapitel 3
Gwen und die Kinder befinden sich in Adelaide, einer Stadt in Süd-Australien. Gwens neuer Freund Ray Crow mietet der Familie zwei Zimmer in einem Motel. Jesse traut Ray nicht und bittet Rachel, sich weitestgehend von ihm fernzuhalten. Gwen und Ray beschließen zu heiraten. Bei einem Ausflug trifft die Familie auf Limbo, einen Freund von Ray. Jesse erzählt den beiden von seinem Großvater in Melbourne. Ray und Limbo müssen einen Drogendeal erledigen und verschwinden. Gwen ist sauer deswegen und geht alleine in die Motelbar.
Mitten in der Nacht stehen Ray und Limbo bei Jesse am Bett und fragen, wo Gwen ist. Daraufhin bricht zwischen Ray und Gwen ein Streit aus und er misshandelt sie schwer. Am nächsten Morgen findet Jesse Gwen in ihrem Zimmer und sie packen ihre Sachen zusammen, um zu verschwinden. Jesse findet eine Sporttasche von Ray, in der sich 50.000 Australische Dollar und eine Waffe befinden. Er nimmt sie an sich. Gwen, Jesse und Rachel machen sich mit dem Auto auf den Weg nach Melbourne.

### Kapitel 4
Das Auto hat eine Panne, da es von Ray und Limbo manipuliert worden war. Sie verbringen die Nacht im Auto am Straßenrand. Am nächsten Tag beschließt Gwen in die nächste Stadt zu laufen. Jesse und Rachel bleiben beim Auto. Jesse ahnt, dass Ray und Limbo auf der Suche nach ihnen sind und versteckt die Tasche mit dem Geld und der Waffe in einem Getreidespeicher.
Aus Angst, dass Ray und Limbo sie bald finden könnten und da Gwen nicht wieder zurückkommt, machen Jesse und Rachel sich alleine auf den Weg. Rachel bittet Jesse, ein letztes Mal auf den Getreidespeicher zu klettern, um Ausschau nach Gwen zu halten. Während sie sich auf dem Getreidespeicher befinden, kommen Ray und Limbo an. Sie suchen das Auto und die Umgebung nach dem Geld ab, finden es aber nicht. Sie halten Gwen im Kofferraum gefangen. Nachdem sie weiter gefahren sind, nehmen Jesse und Rachel das Geld und die Waffe wieder an sich.

### Kapitel 5
Ray und Limbo sind ihnen immer noch auf der Spur. Als sie sie finden, laufen Jesse und Rachel vor ihnen davon. Dabei wird Limbo von einem LKW überfahren. Jesse und Rachel verstecken sich über Nacht und trampen am nächsten Tag mit einem freundlichen Ehepaar in Richtung Melbourne. Den letzten Teil der Strecke laufen Jesse und Rachel zu Fuß.
Als sie das Haus ihres Großvaters erreichen, bittet Jesse Rachel auf den Rucksack aufzupassen und draußen zu warten.
Er betritt das Haus, wo Ray, Gwen und sein Großvater auf ihn warten. Ray will sein Geld wieder haben. Jesse behauptet, das Geld nicht zu besitzen. Daraufhin bricht ein Streit aus.
Als Ray den Großvater mit einem Messer bedroht, betritt Rachel mit der Waffe den Raum. Im Eifer des Gefechts erschießt sie Ray. Die Polizei trifft ein und findet den Rucksack mit dem Geld. Als der Polizist das Geld zählt, fällt Jesse auf, dass 8000 AU$ fehlen. Er bemerkt Donny am Gartenzaun, der seine Jacke trägt und ihm lächelnd ein Zeichen gibt, dass er das fehlende Geld bei sich hat. Gwen, Jesse und Rachel werden mit auf die Wache genommen.

## Kritiken
„Drawing on cinematic influences from the 1955 film ‘The Night of the Hunter’ and his fascination for those on the margins of society, Blood is a compelling, gothic odyssey that explores landscape, place and the ties that bind. With understated prose, Birch captures tenderness in a world without sanctuary and exposes the strength of innocence amidst violence and genuine evil.“

„Gestützt auf filmische Einflüsse des Films The Night of the Hunter von 1955 und seine Faszination für Menschen am Rande der Gesellschaft, ist Blood eine überzeugende, gotische Odyssee, die die Landschaft, den Ort und die Bande, die verbinden erforscht. Mit abgeschwächter Prosa fängt Birch Zärtlichkeit in einer Welt ohne Schutz ein und enthüllt die Stärke von Unschuld inmitten von Gewalt und dem echten Bösen.“

„This is a fractured fairytale, a dark Australian road story, but also an affecting tale about the bond between a brother and sister, and how the most unexpected people can transform lives. Birch delivers edge-of-your-seat suspense and engrossing characterisation in equal measures.“

„Dies ist ein gebrochenes Märchen, eine dunkle australische Road Story, aber auch eine berührende Geschichte über die Bindung zwischen Bruder und Schwester und wie die Menschen, von denen man es am wenigsten erwarten, ihre Leben ändern. Birch liefert eine spannende sowie fesselnde Darstellung gleichermaßen.“

## Auszeichnungen
- 2012: Shortlist zum Miles Franklin Award[3]